# AAA REMIX 〜non-stop all singles〜
『AAA REMIX 〜non-stop all singles〜』（トリプル・エー・リミックス ノンストップ・オール・シングル）は、2009年3月4日にavex traxから発売されたAAAの2枚目のリミックスアルバム。

## 解説
- デビュー・シングル『BLOOD on FIRE』からこの時点での最新シングル『旅ダチノウタ』までのリミックスをノンストップでコンパイルした、AAA初のベスト・リミックスアルバム。
- リミックスアルバムとしては、前作『REMIX ATTACK』から、約3年ぶりのリリース。
- 初回限定盤のみスリーブケース仕様。
- A面曲のみ構成されており、A面曲は全曲収録されている。

## 収録曲
1. BLOOD on FIRE (2:33)
2. Friday Party (2:48)
3. きれいな空 (2:20)
1〜3　Remixed by Nakatsuka Takeshi
4. DRAGON FIRE (3:00)
5. ハレルヤ (2:32)
6. Shalala キボウの歌 (2:45)
4〜6　Remixed by Revivals
7. ハリケーン・リリ、ボストン・マリ (2:42)
8. ソウルエッジボーイ (2:31)
9. キモノジェットガール (2:44)
7〜9　Remixed by Toshiyuki Yasuda
10. Let it beat! (2:58)
11. "Q" (2:36)
12. チューインガム (2:32)
13. Samurai heart -侍魂- (3:15)
14. Winter lander!! (2:00)
10〜14　Remixed by JAZZIDA GRANDE
15. Get チュー! (2:56)
16. SHEの事実 (2:18)
17. 唇からロマンチカ (2:53)
15〜17 Remixed by ALBNOTE
18. That's Right (2:57)
19. SUNSHINE (2:21)
18〜19 Remixed by TSUGE
20. No End Summer (2:41)
21. 花火 (2:19)
22. Red Soul (2:22)
20〜22 Remixed by Takaya Ito
23. MIRAGE (2:48)
23 Remixed by B2F
24. BEYOND〜カラダノカナタ (2:24)
25. MUSIC!!! (2:24)
26. ZERØ (2:39)
27. 旅ダチノウタ (2:50)
24〜27 Remixed by RK